# Moonwalk (llibre)
Moonwalker és l'autobiografia del cantant Michael Jackson. El llibre es publicà el 1988, quan Michael tenia 29 anys. El va reeditar la Doubleday el 13 d'octubre del 2009, després de la mort del cantant el 25 de juny del 2009, amb un nou pròleg del fundador de la Motown, Berry Gordy.

## Narrativa
En el llibre, Michael parla sobre experiències que tingué des de l'inici de The Jackson 5, en què participà fins al 1984, tot i que no es recordava massa d'aquesta època, fins al llançament del disc Bad.
Michael també hi parla breument sobre les seues núvies de llavors, com ara Brooke Shields i Tatum O'Neal. Descriu la rigidesa de son pare, Joe Jackson, i la seua relació amb els seus germans Jackie Jackson, Tito Jackson, Jermaine Jackson, Marlon Jackson, Randy Jackson, Janet Jackson, Rebbie Jackson i LaToya Jackson, a banda de la seua relació amb sa mare, Katherine Jackson.

## Acollida
Moonwalk es va estrenar amb el número u en les llistes de best-sellers del periòdic anglés The Times i del Los Angeles Times. Arribà al número dos en la primera setmana a la llista The New York Times Best Sellers List.
Ken Tucker, de The New York Times, va dir que si el llibre l'hagués escrit qualsevol altra persona, es consideraria "un document no gaire revelador i sovint tediós". I va afegir que "aquestes són precisament les qualitats que el fan fascinant”.